# Aspergillus niger
Aspergillus niger este o specie de fungi din genul Aspergillus, familia Trichocomaceae. Este un mucegai negru și crește la suprafața anumitor fructe și legume în proces de descompunere, fiind un contaminant al alimentelor. Se găsește peste tot în sos, iar coloniile sale de culoare neagră se pot confunda cu cele de Stachybotrys (mucegaiul negru).
În general, produce rar infecții la om, însă poate induce aspergiloză.